# Zipi y Zape y el club de la canica
Zipi y Zape y el club de la canica és una pel·lícula de 2013, dirigida per Oskar Santos que adapta al cinema les aventures dels personatges del còmic creat per José Escobar Saliente.
La pel·lícula es va presentar el 8 de setembre de 2013 al Festival Internacional de Cinema de Toronto de 2013, i es va estrenar oficialment a Espanya el 4 d'octubre de 2013. Més tard es va presentar el 18 de gener de 2014 en el Festival de Cinema de Sundance de 2014 en la categoria Sundance Kids.

## Sinopsi
Els germans bessons Zipi i Zape són enviats a l'escola d'estiu Esperanza, un centre de reeducació dirigit per l'estricte Falconetti, que prohibeix totes les formes d'esbarjo i entreteniment. Quan Zipi té problemes per pertorbar una classe, és tancat a la "Sala d'aïllament" on se li diu que pensi en el qual ha fet. Tot i això, troba una bossa de caniques amagada a la sala i forma la "colla de la canica" amb altres estudiants de l'escola, que són Filo, Micro, i Matilda, que és la neboda de Falconetti, i fan diverses bromes, com vandalitzar l'estàtua de Sebastian Esperanza, fundador de l'escola, i sempre deixen una única canica a la seva broma.
Quan Falconetti intenta enderrocar el vandalisme, trenca accidentalment la part de l'estàtua, revelant un mapa que porta un camí cap als diamants ocults a l'escola. Zipi i Zape roben el mapa de la seva oficina i segueixen les pistes del mapa mentre són perseguits per Falconetti. La banda de la Canica acaba en una habitació plena de joguines, i Zape considera que els "diamants" del mapa eren realment només una referència als diamants de Sebastian Hope: les seves joguines. Falconetti els troba, després revela que l'escola era originalment una escola de jocs i joguines regentada per Esperanza, fins que Falconetti la va comprar i la va transformar per complaure el seu pare. Falconetti els tanca a l'habitació de les joguines, però Micro nota una màquina on s'insereixen diverses joguines que van recollir mentre exploraven l'escola. La música comença a tocar al voltant de l'escola i els estudiants i professors descobreixen que prové de l'estàtua de l'Esperança. La sala subterrània on són tancats Zipi i Zape es gira en sec al jardí principal de davant de l'escola, on es reuneixen tots els estudiants i professors. Els altres estudiants comencen a animar-se a la banda de la Canica, i un altre professor colpeja Falconetti i els diu als altres professors que detinguin Falconetti fins que arribi la policia. La pel·lícula acaba amb Zape recordant com "mai vam trobar els diamants, però va ser el millor estiu que hem tingut mai", i els cinc membres de la banda de la Canica van mantenir tots junts la seva última canica, i no les llença a l'aire. Es revela que els diamants estaven ocults a les caniques.

## Repartiment
- Raúl Rivas com Zipi.
- Daniel Cerezo com Zape.
- Javier Gutiérrez Álvarez com Falconetti.
- Marcos Ruíz com Microbio Micro.
- Claudia Vega com Matilde.
- Fran García com Filo.
- Christian Mulas com Heidi.
- Javier Cifrián com GriGrillo.
- Álex Angulo com Sebastián Esperanza.
- Aníbal Tártalo com Piojo
- Alberto López López com Pelocohete.
- Juan González-Páramo com Flipao.
- Joseba Apaolaza com el pdre de Falconetti.
- Iñake Irastorza coo la bibliotecària.
- Santi Ugalde com un professor.
- Verónika Moral com una professora.
- Icíar Palacios com una mestra.

## Cançons
- Por siempre de Cali y El Dandee.

## Recepció
La pel·lícula es va estrenar amb una taquilla d'1.060.000 euros amb gairebé 170.000 espectadors.
A mitjan desembre, la pel·lícula comptava amb una recaptació de 4,9 milions d'euros.
En 2016 es va anunciar una seqüela titulada Zipi y Zape y la isla del capitán, que es va estrenar el 29 de juliol de 2016.

## Premis i nominacions
Zipi y Zape y el club de la canica va rebre 17 candidatures i quatre nominacions per als Premis Goya 2014 per a les categories millor guió adaptat, millors efectes visuals, millor direcció de producció i millor direcció artística.
A més va estar nominada als Neox Fan Awards 2014 amb la categoria de Peli més maca.